# Żarczyn (województwo kujawsko-pomorskie)
Żarczyn – wieś w Polsce położona w województwie kujawsko-pomorskim, w powiecie nakielskim, w gminie Kcynia.

## Podział administracyjny
Do 1954 roku miejscowość była siedzibą gminy Żarczyn. W latach 1975–1998 miejscowość należała administracyjnie do województwa bydgoskiego.

## Demografia
Według Narodowego Spisu Powszechnego (III 2011 r.) liczyła 220 mieszkańców. Jest dziewiętnastą co do wielkości miejscowością gminy Kcynia.